# Rugen Harbour
Rugen Harbour (auch: Put Put Harbour oder Put Put Bay, in der deutschen Kolonialzeit Rügenhafen genannt) ist eine Lagune an der Ostküste der Gazellehalbinsel der Insel Neubritannien. Sie liegt im äußersten Osten der Provinz East New Britain von Papua-Neuguinea.

## Topologie und Geologie
Das Gebiet der Bucht ist vulkanischen Ursprungs. Die Lagune selbst reicht etwa eineinhalb bis zwei Kilometer tief in das Landesinnere, ist aber selbst an der breitesten Stelle nur etwa 300 m breit. Der Zugang zum offenen Meer ist unter 100 m breit und nördlich wie südlich von Landzungen begrenzt. An der Bucht liegt die Siedlung Rugen Harbour mit einer Missionsstation und Kirche der Siebenten-Tags-Adventisten.

## Geschichte
Die Lagune war schon zur Zeit der Neuguinea-Kompagnie bekannt, die dort ein Sägewerk betrieb. Weiterhin existierten auch Kokosplantagen in der Gegend. Ab 1899 war Neubritannien (zu der Zeit Neupommern) dann Teil der Kolonie Deutsch-Neuguinea.
Im Ersten Weltkrieg wurde die Gegend von australischen Marineeinheiten besetzt. Nach dem Krieg wurde die deutsche Kolonie Teil des australischen Mandatsgebietes.
Im Zweiten Weltkrieg besetzte die Kaiserlich Japanische Armee Neubritannien, die eine kleine Garnison mit einem Artilleriegeschütz auf einem Kamm nahe der Siedlung stationierten.